# Showgirl Homecoming Live
Showgirl Homecoming Live je live album australske pjevačice Kylie Minogue. Snimljen je tijekom druge noći Minogueine turneje Showgirl - The Homecoming Tour u Sydneyu i objavljen u izdanju diskografske kuće Parlophone 8. siječnja 2007. godine u Europi. Album je završio na 7. mjestu top ljestvice u Ujedinjenom Kraljevstvu i nagrađen srebrnim certifikatom.

## Popis pjesama

### Disk 1
| Br. | Skladba                                                 | Trajanje |
| --- | ------------------------------------------------------- | -------- |
| 1.  | »Overture - The Showgirl Theme«                         | 2:44     |
| 2.  | »Better the Devil You Know«                             | 3:46     |
| 3.  | »In Your Eyes«                                          | 3:06     |
| 4.  | »White Diamond«                                         | 3:33     |
| 5.  | »On a Night Like This«                                  | 4:30     |
| 6.  | »Shocked" / "What Do I Have to Do?" / "Spinning Around« | 8:22     |
| 7.  | »Temple Prequel«                                        | 2:57     |
| 8.  | »Confide in Me«                                         | 4:26     |
| 9.  | »Cowboy Style«                                          | 3:29     |
| 10. | »Finer Feelings«                                        | 1:25     |
| 11. | »Too Far«                                               | 4:33     |
| 12. | »Red Blooded Woman" / "Where the Wild Roses Grow«       | 4:34     |
| 13. | »Slow«                                                  | 4:39     |
| 14. | »Kids« (s Bonom)                                        | 6:02     |

### Disk 2
| Br. | Skladba                                       | Trajanje |
| --- | --------------------------------------------- | -------- |
| 1.  | »Rainbow Prequel«                             | 1:10     |
| 2.  | »Somewhere Over the Rainbow«                  | 2:43     |
| 3.  | »Come Into My World«                          | 3:05     |
| 4.  | »Chocolate«                                   | 2:45     |
| 5.  | »I Believe in You«                            | 3:28     |
| 6.  | »Dreams" / "When You Wish Upon a Star«        | 3:56     |
| 7.  | »Burning Up" / "Vogue«                        | 3:21     |
| 8.  | »The Loco-Motion«                             | 4:43     |
| 9.  | »I Should Be So Lucky" / "The Only Way Is Up« | 3:26     |
| 10. | »Hand on Your Heart«                          | 4:19     |
| 11. | »Space Prequel«                               | 1:54     |
| 12. | »Can't Get You out of My Head«                | 3:55     |
| 13. | »Light Years" / "Turn It into Love«           | 8:13     |
| 14. | »Especially for You«                          | 4:28     |
| 15. | »Love at First Sight«                         | 6:35     |

## Top ljestvice
| Top ljestvica (2007)   | Najviša pozicija |
| ---------------------- | ---------------- |
| Australija             | 28               |
| Austrija               | 55               |
| Belgija                | 92               |
| Francuska              | 113              |
| Hrvatska               | 6                |
| Poljska                | 37               |
| Švicarska              | 54               |
| Ujedinjeno Kraljevstvo | 7                |